# Burg Funkštejn
Burg Funkštejn (deutsch: Funkstein) war eine Hangburg bei Klášterec nad Ohří in Tschechien, von der heute nur noch Reste des Burgstalls vorhanden und als Bodendenkmal ausgewiesen sind.

## Geographische Lage
Auf einem Berghang südlich des Ortsteils Rašovice (Roschwitz) und östlich von  Lestkov (Leskau) befinden sich auf einem Berghang geringe Reste der Burg Funkštejn. Sie wurde auch als Funkstein oder Finkenstein betitelt.

## Geschichte
Über die Geschichte der Burg existieren nur relativ wenige Daten. Sie wurde vermutlich von Wilhelm I. von Schönburg († 1450), später Besitzer von Schloss Hoyerswerda, errichtet, der möglicherweise die 1435 erstmals erwähnte Burg Neuschönburg (Nový Šumburk) bei Klösterle erbauen ließ, die er wegen zahlreicher Fehden und Besitzkonflikte 1449 veräußerte. Wahrscheinlich entschloss er sich unmittelbar danach, in der Nachbarschaft eine neue Burg zu errichten, die Burg Funkstein, deren Bau aber offensichtlich nicht mehr vor dem Tod Schönburgs 1450 zum Abschluss kam. Die Burg Funkstein wird lediglich 1465 und 1466 im Zuge der Verkaufsverhandlungen urkundlich erwähnt, als seine Söhne Friedrich und Johann von Schönburg das verlassene Schloss Funkstein und die zur Burg Pürstein gehörigen Dörfer mit der im Juli 1465 erfolgten Bewilligung des Königs Georg von Böhmen an Friedrich von Schönberg aus Purschenstein überließen.

## Verwechslungsgefahr
In der Literatur wird der deutsche Name der Burg Funkstein gelegentlich mit Funkenstein verwechselt. Diese Siedlung liegt in der Nähe von Karlsbad und hat keinerlei Bezug zur Burg Funkstein. Sie gehörte früher zur Burg Engelhaus (Andělská Hora).